# Marron Glacé
Marron Glacé è una telenovela brasiliana di 181 puntate andata in onda dall'8 giugno 1979 al 3 gennaio 1980 su TV Globo.
Scritta da Cassiano Gabus Mendes e diretta da Sérgio Mattar e Wálter Campos, Marron Glacé è «adatta ad un pubblico serale maschile e femminile» e «vanta un intreccio di commedia romantica mettendo in campo situazioni e personaggi sensazionali e dosando tutti gli elementi giusti del caso: ricchezza, amore, manovre per combinare matrimoni, vita familiare e in più un tocco di mistero».

## Trama
Otávio arriva a Rio per vendicare la morte del padre, caduto in miseria dopo che il suo socio in affari lo ha derubato e gli ha portato via il ristorante Marron Glacé. Così si fa assumere come cameriere da Madame Clô, vedova del socio del padre di Otávio e nuova proprietaria del locale. Durante la sua permanenza al ristorante, Otávio conosce le due figlie della donna, Vânia e Vanessa, e cerca di coinvolgerle - loro malgrado - nel suo piano di vendetta. Vânia si innamora di Otavio ma il ragazzo non ricambia i suoi sentimenti, in quanto attratto da Vanessa. Nonostante Vanessa inizialmente trovi Otávio insopportabile e nonostante Otávio cerchi di soffocare la sua attrazione per lei perché potrebbe ostacolare i suoi piani di vendetta, i due si innamorano.
Parallelamente alla storyline principale, si sviluppano vicende secondarie che vedono coinvolti gli altri camerieri del Marron Glacé: di Oscar si vede principalmente il suo rapporto da commedia con Dona Béa e Dona Angelina, le due anziane donne con le quali vive; Luis César intrattiene una relazione con Andréa, nipote di Madame Clô, senza accorgersi che Zina, sorella di Nestor, è innamorata di lui; Juliano è sposato con Shirley ed è molto geloso di sua moglie.

## Personaggi principali
- Madame Clô, interpretata da Yara Cortes, doppiata da Gemma Griarotti

Proprietaria del Marron Glacé. Donna semplice e di umili origini, si occupa del ristorante dopo la morte del marito. Persona di buon cuore, vive esclusivamente per le sue figlie, Vanessa e Vânia. Anche sul lavoro, la donna si dimostra sempre molto comprensiva verso i suoi dipendenti, provando per tutti loro un forte senso di amicizia.
- Otávio, interpretato da Paulo Figueiredo, doppiato da Sergio Di Stefano

Giovane e determinato, arriva a Rio con l'intento di vendicare la morte del padre, al quale il suo socio ha portato via il Marron Glacé. Si fa assumere come semplice cameriere al ristorante e con il tempo diventa uomo di fiducia di Madame Clô. Vânia, una delle figlie di Madame Clô, si innamora di lui ma non è ricambiata. Il ragazzo al contrario si innamora dell'altra figlia di Madame Clô, Vanessa.
- Vanessa, interpretata da Sura Berditchevsky, doppiata da Monica Gravina

Figlia maggiore di Madame Clô. Perennemente irritata, aggressiva e pedante verso gli altri, prova un forte senso di colpa verso suo padre, morto in un incidente stradale mentre lei era alla guida dell'auto. Nonostante sia già fidanzata con Fábio Carlos e nonostante non sopporti Otávio, la ragazza a poco a poco si innamora di quest'ultimo. Abbandonerà il suo fidanzato all'altare il giorno delle nozze.
- Vânia, interpretata da Louise Cardoso, doppiata da Paola Piccinato

Secondogenita di Madame Clô. Ragazza allegra, spregiudicata ed espansiva, ha un carattere simile a quello della madre. Ha un ottimo rapporto con i dipendenti del Marron Glacé, cosa che irrita profondamente sua sorella Vanessa. Si innamora di Otávio ma non è ricambiata.
- Leonora, interpretata da Lady Francisco, doppiata da Noemi Gifuni

Sorella minore di Madame Clô. Donna vanitosa e distaccata, è sposata con Ernani, un ricco industriale, ed è madre di Andrea. È sempre in contrasto con suo marito riguardo ai metodi di educazione impartiti ad Andréa.
- Ernani, interpretato da Ary Fontoura

Marito di Leonora e padre di Andréa. Industriale distinto, è sempre molto attento alla vita di Andrea tanto da essere costantemente in contrasto con sua moglie riguardo all'educazione della ragazza. Durante la telenovela si scopre che ha una relazione extraconiugale con Érica, la segretaria di Madame Clo.
- Andréa, interpretata da Denise Dumont

Figlia di Leonora ed Ernani. Ragazza allegra e tranquilla, ama divertirsi senza mai impegnarsi seriamente con i ragazzi che frequenta. Si innamora di uno dei camerieri del Marron Glacé, Luís César, che le fa credere di essere molto ricco.
- Oscar, interpretato da Lima Duarte, doppiato da Paolo Lombardi

Uno dei dipendenti più anziani al buffet del Marron Glacé. Sempre pronto ad aiutare gli altri, è molto amico dei suoi colleghi. Abita in una stanza in affitto nell'appartamento di Dona Béa e Dona Angelina, alle quali l'uomo porta sempre da mangiare direttamente dal ristorante.
- Luís César, interpretato da João Carlos Barroso

Ragazzo civettuolo, è il cameriere più giovane al Marron Glacé. Esce spesso con ragazze facoltose - tra cui Andrea, nipote di Madame Clô - fingendosi anche lui ricco. Condivide un appartamento con Otávio.
- Nestor, interpretato da Armando Bógus

Uomo di mezz'età, single, vive con sua sorella, Zina, che cerca in tutti i modi di far accasare. Gioioso ed entusiasta della vita, si innamora di Érica, segretaria al Marron Glacé.
- Zina, interpretata da Nair Cristina, doppiata da Anna Leonardi

Sorella di Nestor. Timida e taciturna, è in imbarazzo per i trucchi che suo fratello escogita per farla sposare. Lavora in un negozio di tessuti ed è segretamente innamorata di Luís César.
- Juliano, interpretato da Ricardo Blat

Unico cameriere del Marron Glacé a essere sposato, è molto geloso della moglie Shirley, che considera troppo provocatoria.
- Shirley, interpretata da Myrian Rios

Moglie di Juliano, ama vestirsi bene, senza essere frivola. Non accetta il tipo di vita tranquilla che Juliano cerca di imporle.
- Waldomiro, interpretato da Laerte Morrone, doppiato da Francesco Vairano

Direttore e maître del buffet, è un uomo duro e intransigente con i camerieri, dei quali osserva ogni passo. Gli piace adulare Clô, ma a poco a poco perderà il suo prestigio.

## Distribuzione
La telenovela fu esportata in vari Paesi tra cui Portogallo, Svizzera e Italia , dove fu trasmessa da Rete 4 dal 14 novembre 1983 al 16 giugno 1984.

## Sigla e colonne sonore
La sigla di apertura era il brano Marron Glacé, scritto da Renato Corrêa, Mario Rocha e Guto Graça Mello e interpretato da Ronaldo Resedá. In Italia, la canzone originale fu adattata in una versione in italiano da Marcello Marrocchi e Giampiero Artegiani eseguita da Shaba. Nella sigla, così come nella copertina delle colonne sonore italiana e internazionale, furono usate delle farfalle, chiaro riferimento al farfallino indossato dai camerieri del Marron Glacé.
La colonna sonora pubblicata sul territorio nazionale comprendeva brani di famosi artisti brasiliani come Tim Maia (Foi Para O Seu Bem), Dudu França (Grilo Na Cuca), Byafra (Helena), Lady Zu (Dança Louca), Hermes Aquino (Chuva De Verão), Caetano Veloso (Help!, cover dei Beatles), oltre alla sigla d'apertura.
Della telenovela fu pubblicata anche una colonna sonora internazionale. In essa erano presenti brani di Nicolette Larson (Lotta Love), Santa Esmeralda (Another Cha Cha), Peter Frampton (It's A Sad Affair), Samantha Sang (I Can Still Remember) e Udo Jürgens (Summer Love).

### Colonna sonora italiana
Anche in Italia fu pubblicata una colonna sonora su etichetta SiglaQuattro e distribuita su vinile e musicassetta dalla RCA Italiana.

#### Tracce
1. Shaba – Marron Glacé 3'41"
2. Lucinha Araujo – Tal qual eu sou 4'15"
3. Marina Arcangeli – Via 3'25"
4. Lobão – Cena de cinema 3'05"
5. Claudio Baglioni – Signora Lia 3'02"
6. Gang 90 e as Absurdettes – Nosso louco amor 3'19"
7. Evelyn King – Love Come Down 3'45"
8. Tortuga – Tip Tap Dancer (Let Me Know the Answer) 4'19"
9. Alunni del Sole – Senza te 3'51"
10. Sally Carr – Rainy Day 3'44"
11. Márcio Greyck – Espaço vazio 4'35"
12. Trio Los Angeles – Vamos dançar mambolè 3'47"
13. Ronaldo Reseda – Marron Glacé 3'58"

## Remake
Nel 1993 in Cile, Canal 13 trasmise un remake che ebbe un grande successo di pubblico (una media del 25% di share), tanto che nel 1996 fu realizzato anche un seguito dal titolo di Marron Glacé, el regreso.